# Гемодіаліз
Гемодіаліз (грец. αἷμα — кров та грец. διάλυσις — розклад) — один з методів позаниркового очищення крові (екстракорпоральна терапія).

## Історичні відомості
Піонером вивчення та клінічного застосування методу вважаються нідерландський науковець Віллем Йоган Колфф, який створив апарат, що імітував роботу нирки, та шведський професор Нільс Алвалл, який модифікував апарат та вперше застосував його в клінічній практиці у 1946 році.

## Загальні відомості

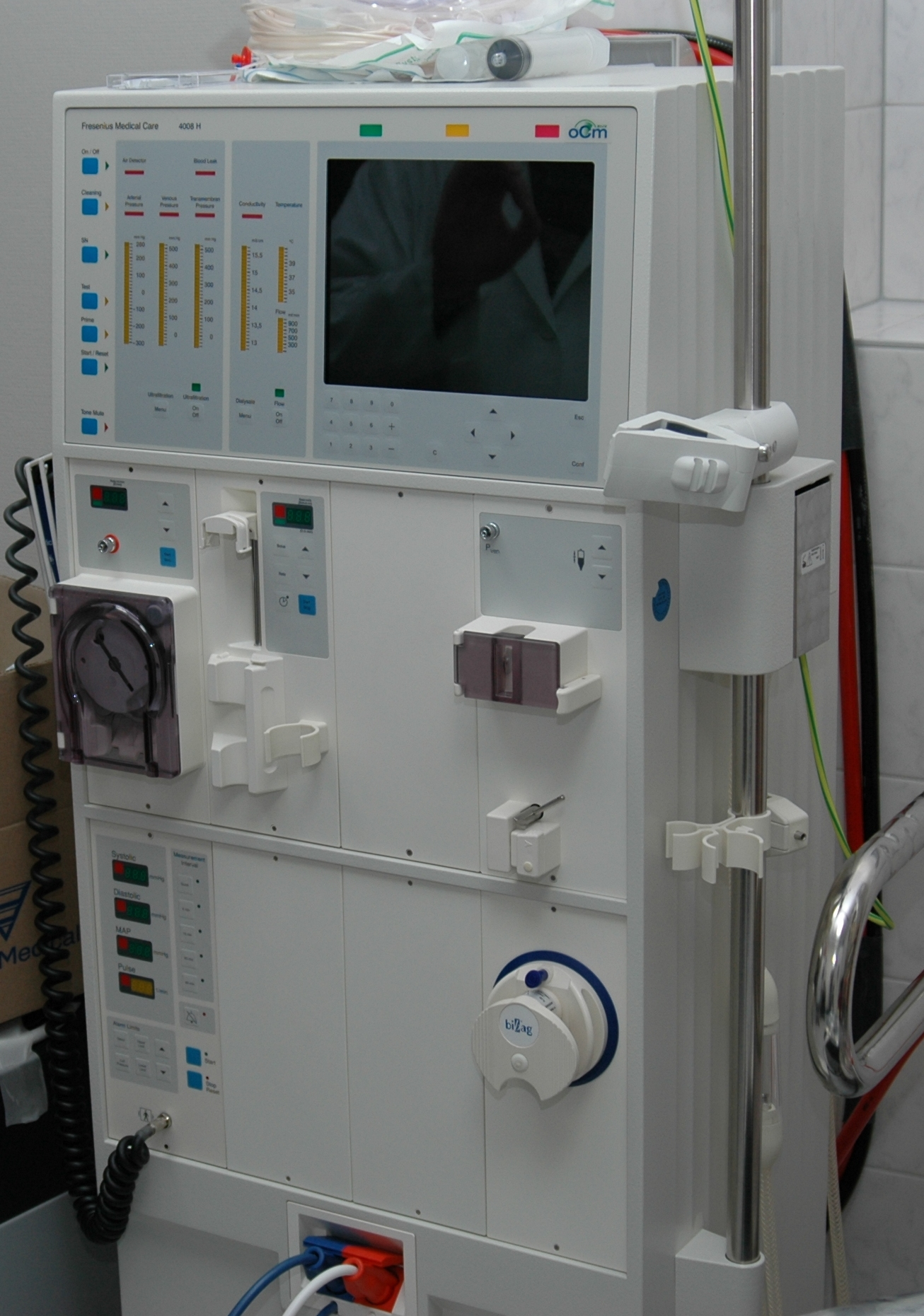
Апарат «штучна нирка»

Метод заснований на принципі дифузії та конвекції речовин з малою та середньою молекулярною масою через напівпроникну мембрану, що дозволяє видалити з крові токсичні речовини та продукти метаболізму. Необхідність у гемодіалізі виникає при тяжких захворюваннях нирок, або при надходженні у кров великої кількості токсинів. Метод застосовують коли швидкість клубочкової фільтрації нирок знижується до 15 — 10 мл/хв, концентрація сечовини у крові перевищує 30 ммоль/л, креатину — більше 700 мкмоль/л, також коли у хворих спостерігаються гіперкаліємія, метаболічний ацидоз тощо.

## Принцип дії обладнання

Схема дії мембрани діалізатора

Гемодіаліз проводять за допомогою апарату штучної нирки. Апарат складається з таких компонентів: прилад для подачі крові, прилад для приготування та подачі діалізуючого розчину, монітор, діалізатор. Найважливішу функцію виконує діалізатор. Він містить напівпроникну мембрану на основі целюлози або штучних полімерів. Мембрана має площу від 0,2 до 2 м², товщину 8, 11, 15 або 30 мкм, діаметр пор від 0,5 до 5 нм. Вона розділяє внутрішній простір діалізатора на дві частини (для крові та розчину), кожна з яких має свій вхід та вихід. Кров забирається з судин хворого потрапляє у діалізатор і знаходиться по один бік мембрани, по інший бік знаходиться розчин, який по електролітному складу подібний до складу крові. Шляхом дифузії у бік меншої концентрації через мембрану видаляються речовини з невеликою молекулярною масою (електроліти, сечовина, креатинін, сечова кислота тощо). Шляхом ультрафільтрації видаляється надлишок води та речовини з великою молекулярною масою (до 30000). Очищена кров повертається до судин хворого.

## Показання до застосування
Необхідність проведення гемодіалізу встановлюється лікарями в залежності від діагнозу та стану пацієнта. Основними показаннями до проведення гемодіалізу є:
- гостра та хронічна ниркова недостатність;
- отруєння деякими речовинами (які можуть бути видалені діалізом);
- передозування лікарських препаратів;
- важкі порушення електролітного складу крові.

При хронічних захворюваннях нирок гемодіаліз починають проводити, коли ниркова недостатність не піддається консервативній терапії та переходить у термінальну стадію (виникають симптоми уремічної інтоксикації).
Метод протипоказаний при наявності злоякісних пухлин, органічних розладах психіки, деяких інфекціях, гемофілії.

## Процедура гемодіаліза
Перед проведенням процедури апарат штучної нирки промивають, стерилізують, приєднують каністру з концентратом солей, діалізатор приєднують до пацієнта, в систему вводять гепарин для запобігання згортання крові. До хворого апарат може приєднуватись вено-венозним або артеріовенозним шляхом. При необхідності багаторазового використання пацієнту імплантують зовнішній артеріовенозний шунт. За допомогою монітору здійснюють контроль та регуляцію хімічного складу, рН, тиску крові в апараті тощо. Безпеку пацієнта забезпечують спеціальні пристрої, які захищають його від повітряної емболії, надлишкової ультрафільтрації, бактеріального забруднення. Тривалість одного сеансу гемодіалізу залежить від методики, і в середньому становить 5—6 годин.

## Види гемодіалізу
За механізмом:
- Звичайний
- Подовжений
- Короткий щоденний
- Нічний
- Високопотічний

Звичайний — найпоширеніший в світі але його можна вважати найбільш ефективним для середньостатистичного пацієнта. З міжнародних рекомендацій процедура проводиться не менше ніж 3 рази на тиждень по 4 години.
Подовжений — подовжений на 1–2 години відносно звичайного, що статистично зменшує кількість ускладнень завдяки підвищенню ефективності та можливості краще контролювати артеріальний тиск.
Короткий щоденний — проводиться 4–6 разів з тривалістю процедури 2–3 години. Дослідження показали, що у порівнянні із звичайним, щоденний зменшує ускладнення та позитивно впливає на тривалість життя.
Нічний — вважається максимально ефективним видом гемодіалізу. Ризик смерті на 25–41 % нижчий, у порівнянні із звичайним, подовжена тривалість процедури зменшує обмеження у дієті та необхідності приймати ліки.
Високопоточний — завдяки високопоточним діалізаторам має зменшений відносно звичайного час процедури але разом з цим, має негативні побічні ефекти — спостерігається зростання втрат корисних речовин, зокрема альбумін та мікроелементи.
Також, визначають домашній гемодіаліз, проте, це може бути любий вид зазначених вище видів лише з однією умовою — здійснюється в домашніх умовах пацієнта.

## Ускладнення
Найчастішими ускладненнями гемодіалізу є артеріальна гіпотензія, м'язові спазми, нудота та блювання. Артеріальна гіпотензія частіше за все обумовлена дуже швидкою ультрафільтрацією але може бути обумовлена іншими причинами (серцева недостатність, низький вміст натрію у розчині, септицемії, тромбоемболії тощо). М'язові спазми часто виникають внаслідок дегідратації, але їх легко усунути ін'єкцією 40—60 мл 40 % розчину глюкози, 20 мл 10 % розчину глюконата кальція або 20—30 мл 10 % розчину натрію хлориду. Нудота та блювання можуть бути пов'язані з уремією або артеріальною гіпотензією.
Іноді спостерігається алергічна реакція на етиленоксид, яким стерилізують діалізатори. Ознаками є головний біль, розлади дихання, набряк обличчя тощо.
До небезпечних ускладнень відносять гемоліз, який є наслідком перегріву або гіпотонії розчину, механічної травми крові несправним насосом, забруднення розчину хлораміном, нітратами, рідше формаліном.